# Alcide Vecchi
Alcide Vecchi (Castelnuovo Rangone, 8 luglio 1932) è un politico italiano.

## Biografia
Venne eletto nella V legislatura, lasciando l'incarico il 23 settembre 1971, avendo assunto il ruolo di sindaco della città di Sassuolo, mantenendo la carica per un decennio.